# Фонтането-д'Агонья
Фонтането-д'Агонья, Фонтането-д'Аґонья (італ. Fontaneto d'Agogna, п'єм. Fontanèj) — муніципалітет в Італії, у регіоні П'ємонт,  провінція Новара.
Фонтането-д'Агонья розташоване на відстані близько 530 км на північний захід від Рима, 90 км на північний схід від Турина, 25 км на північний захід від Новари.
Населення — 2685 осіб (2014).
Покровитель — San Alessandro.

## Демографія
Населення за роками:

Станом на 1 січня 2023 року в муніципалітеті офіційно проживало 160 іноземців з 16 країн, серед них 13 громадян країн Євросоюзу та 25 громадян України.

## Сусідні муніципалітети
- Боргоманеро
- Кавальєтто
- Кавальйо-д'Агонья
- Кавалліріо
- Кресса
- Куреджо
- Гемме
- Романьяно-Сезія
- Суно